# Diana Scarwid
Diana Scarwid (* 27. August 1955 in Savannah, Georgia) ist eine US-amerikanische Schauspielerin.

## Leben und Leistungen
Scarwid zog im Alter von 17 Jahren nach New York City, um Schauspielerin zu werden. Sie absolvierte u. a. die New Yorker Pace University und die American Academy of Dramatic Arts.
Scarwid debütierte in einer Folge der Fernsehserie Starsky & Hutch aus dem Jahr 1976. Im Filmdrama Pretty Baby (1978), ihrem ersten Kinofilm, spielte sie an der Seite von Brooke Shields und Susan Sarandon. Für die Rolle im Filmdrama Max’s Bar (1980) von Richard Donner wurde sie im Jahr 1981 für den Oscar als Beste Nebendarstellerin nominiert. Ihre Rolle im Filmdrama Meine liebe Rabenmutter (1981), in dem sie neben Faye Dunaway die erwachsene Christina Crawford spielte, brachte ihr 1982 die Goldene Himbeere ein. Eine Nominierung für die Goldene Himbeere erhielt sie für die Rolle im SF-Film Das Geheimnis von Centreville (1983).
Im Filmdrama Extremities (1986) spielte sie die Rolle von Terry, der Mitbewohnerin von Marjorie (Farrah Fawcett), die von Joe (James Russo) belästigt wird. Für die Rolle im Fernsehdrama Truman – Der Mann, der Geschichte schrieb (1995), in dem sie neben Gary Sinise spielte, wurde sie im Jahr 1996 für den Emmy nominiert. Im Thriller Schatten der Wahrheit (2000) spielte sie an der Seite von Harrison Ford und Michelle Pfeiffer. Für diese Rolle wurde sie 2001 für den Blockbuster Entertainment Award nominiert. In den 2000er Jahren war sie vornehmlich in Fernsehproduktionen zu sehen. So trat im Jahr 2004 in der Fernsehserie Wonderfalls auf. Zudem spielt sie oft Gastrollen in Serien wie Lost und Prison Break.
Scarwid ist seit dem Jahr 1977 mit Dr. Eric Sheinbart verheiratet und hat zwei Kinder.

## Filmografie (Auswahl)
- 1976: Starsky & Hutch (Starsky and Hutch, Fernsehserie, Folge 2x11 Nightmare)
- 1978: Pretty Baby
- 1980: On the Road Again (Honeysuckle Rose)
- 1980: Max’s Bar (Inside Moves)
- 1981: Meine liebe Rabenmutter (Mommie Dearest)
- 1983: Das Geheimnis von Centreville (Strange Invaders)
- 1983: Rumble Fish
- 1983: Silkwood
- 1985: Zeit der Rache (Violated)
- 1986: Psycho III
- 1986: Extremities
- 1989: Brenda Starr
- 1991: Die Nacht des Jägers (The Night of the Hunter; Fernsehfilm)
- 1995: Truman – Der Mann, der Geschichte schrieb (Truman, Fernsehfilm)
- 1995: Mississippi – Fluß der Hoffnung (The Cure)
- 1995: Gold Diggers – Das Geheimnis von Bear Mountain (Gold Diggers: The Secret of Bear Mountain)
- 1996: Schutzlos – Schatten über Carolina (Bastard Out of Carolina)
- 1996: Outer Limits – Die unbekannte Dimension (The Outer Limits, Fernsehserie, eine Folge)
- 1996: Haus der stummen Schreie (If These Walls Could Talk, Fernsehfilm)
- 1998: Akte X (The X-Files, Fernsehserie, Folge 5X08)
- 2000: Dirty Pictures (Fernsehfilm)
- 2000: Schatten der Wahrheit (What Lies Beneath)
- 2003: Gelegenheit macht Liebe (A Guy Thing)
- 2003: Party Monster
- 2004: Anatomie einer Entführung (The Clearing)
- 2004: Wonderfalls (Fernsehserie, 14 Folgen)
- 2006: Prison Break (Fernsehserie, drei Folgen)
- 2006: Die Farben des Herbstes (Local Color)
- 2007: Lost (Fernsehserie, Folge 3x09 Stranger in a Strange Land)
- 2008: Cold Case – Kein Opfer ist je vergessen
- 2009: Nora Roberts – Ein Haus zum Träumen (Tribute, Fernsehfilm)
- 2009: Criminal Minds (Fernsehserie, Folge 5x05)
- 2011: Another Happy Day